# Autostereoscopie

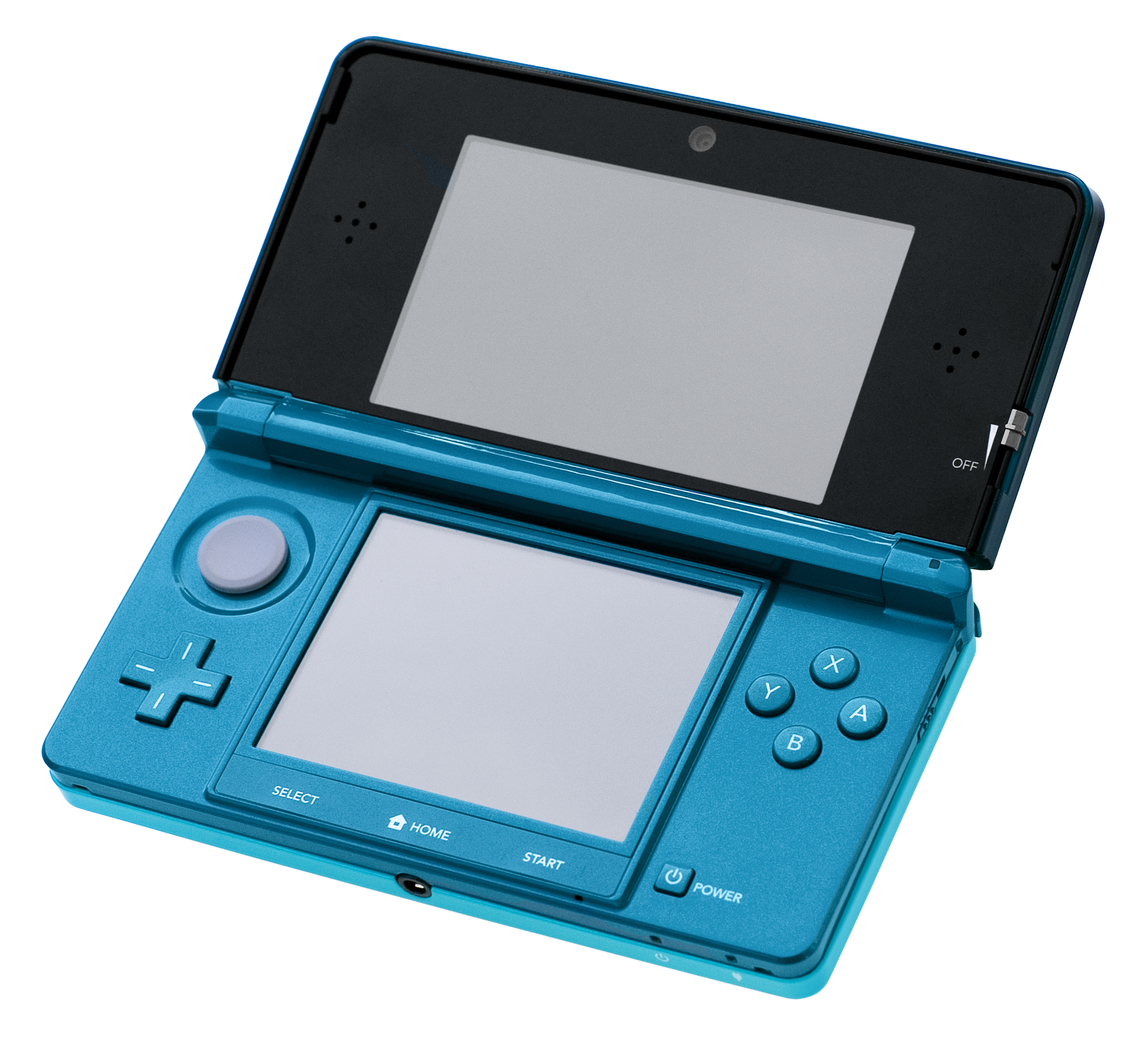
De Nintendo 3DS maak gebruik van autostereoscopie

Autostereoscopie is het weergeven van stereoscopisch ("3D") beeld dat zichtbaar is met het blote oog, zonder het gebruik van een speciale 3D-bril. De meeste 3D-toepassingen waarbij echte diepte zichtbaar moet zijn maken gebruik van speciale brillen om het linker- en rechterbeeld te splitsen. Bij autostereoscopie zijn geen brillen nodig.

## Vormen
De meeste autostereoscopische toepassingen maken gebruik van meerdere kijkhoeken (views). Er zijn dus meerdere combinaties "links" en "rechts" mogelijk. Dit geeft tevens de mogelijkheid "omheen" een object te kijken, wat dus natuurlijker is dan bij reguliere stereoscopie.
Er zijn echter ook toepassingen ontwikkeld, zoals een aangekondigde 3D-laptop, waarbij alleen een linker- en rechterbeeld wordt getoond, maar met behulp van zogenaamde head tracking het beeld precies wordt afgestemd op de kijker. Voordeel hiervan is dat de kwaliteit hoger is, nadeel is dat het beeld geoptimaliseerd is voor één kijker.

## Toepassingen
Autostereoscopie wordt al heel lang toegepast voor print. Bekende voorbeelden hiervan zijn flippo's, diverse ansichtkaarten en posters die allemaal 3D weergaven met het blote oog. Er zijn ook enkele (meestal kleine) bedrijven opgestaan die zich bezighouden met de ontwikkeling van autostereoscopische 3D-beeldschermen. De verwachting is dat er laptops op de markt zullen komen met  autostereoscopische 3D-technologie, geschikt voor bijvoorbeeld 3D-films en -computerspellen.

## Nadelen
Vooral voor de vorm van autostereoscopie waar meerdere kijkhoeken worden gebruikt zijn er nadelen ten aanzien van materiaalproductie (dit is immers veel meer werk) en ten aanzien van de resolutie/scherpte (er zijn bijvoorbeeld minder pixels beschikbaar per kijkhoek, naarmate het aantal kijkhoeken toeneemt).